# ロングのゆかいなレストラン
『ロングのゆかいなレストラン』（英語: Journey of Long、朝鮮語: 롱롱죽겠지?）は、韓国のテレビアニメ。2018年にStudio Gale（スタジオ・ゲイル）が制作し、韓国では2019年9月28日から2020年5月2日までKBS第1テレビジョンで放送された。日本では2021年4月4日の日曜14時00分 - 16時00分に先行放送を実施した後、同年4月5日からカートゥーン ネットワーク・ジャパンで放送される予定。

## ストーリー
ドラゴンの男の子であるロングは、世界一のシェフを夢見て、ニュー・クック・シティにあるチャウズ・ホテル＆レストランで働こうとするが、オーナーのミズ・チャウに追い出されてしまう。
あきらめきれない彼は、彼女に認めてもらうために努力をすることを誓う。

## キャラクター
ロング
声 - チョン・テヨル（朝鮮語版）、ロリー・カプラン（英語版）、関智一（日本語版）
世界一のシェフを目指すドラゴンの男の子で本作の主人公。慣れない性格で失敗が多くすぐ転ぶという大事態を巻き起こしてしまう。
ミズ・チャウ
声 - ジョン・スクギョン（朝鮮語版）、Maggie Politi（英語版）、岸本百恵（日本語版）
チャウズ・ホテル＆レストランのオーナー。ドジなロングにいつも説教をしている。
ラティ
声 - ファン・チョンヨン（朝鮮語版）、サム・ハフト（英語版）、川田紳司（日本語版）
ひげを生やした水色のネズミ。身長は低く、センティの頭の上に立っているが、ミズ・チャウはこの事をまだ知らない。
ストロング
声 - イ・インソン（朝鮮語版）、ビリー・ボブ・トンプソン（英語版）、佐藤晴男（日本語版）
自信満々のお爺さんでベニーの大ファン。
メロディ
声 - サ・ムニョン（朝鮮語版）、Bobbi Hartley（英語版）、遠藤綾（日本語版）
受付係の鳥、趣味は歌うこと。
センティー
声 -
ラティの子供でロングとは秘密の友達。
ドルフ
声 -
羊のような黒色の顔の人物に変装した脱獄犯。ロングにも同じように変装させてロングを逮捕させようとしたが、その作戦に失敗し結局は逮捕された。
トゥインクル・ベニー
声 -
女性歌手で世界的ポップスター。ロングが作った料理を気に入り、彼を最高のシェフだと認めた。
- その他の英語吹き替え声優 - トム・ソルトマン、Barrett Leddy、ティム・ヘラー、タイラー・バンチ、マルカ・リー、クリスタ・ヒルトン、Nikki Thomas、ジョージ・ヒルトン、セラ・ハーシュ、Matt Moselle
- その他の日本語吹き替え声優 - 清水裕亮、篠田有香、伊吹茅紘、沼田智佳、三好翼、細川祥央、唐沢秀平、佐久間友理、谷内健、木村香央里

## エピソードリスト
本編は1本で8分30秒程度。
| 話数 | 日本語版タイトル             | 英語版タイトル       | 韓国版タイトル      | 放送日         | 放送日        |
| ---- | ---------------------------- | -------------------- | ------------------- | -------------- | ------------- |
| 1    | ニュー・クック・シティ       | New Cook City        | 내 이름은 롱        | 2019年9月28日  | 2021年4月4日  |
| 1    | 新人トレーニング             | The New Employee     | 신입사원 롱         | 2019年9月28日  | 2021年4月4日  |
| 1    | 伝説のストロング             | The Ultimate Strong  | 천하무적 스트롱     | 2019年10月5日  | 2021年4月4日  |
| 2    | 呪われたホテル               | Haunted Hotel        | 귀신대소동          | 2019年10月5日  | 2021年4月4日  |
| 2    | メロディのオーディション     | Melody's Audition    | 멜로디의 꿈         | 2019年10月12日 | 2021年4月4日  |
| 2    | 脱獄犯を捕まえろ             | Most Wanted          | 현상수배 소동       | 2019年10月12日 | 2021年4月4日  |
| 3    | 秘密の友達                   | A Sercret Friend     | 비밀 친구 센티      | 2019年10月19日 | 2021年4月4日  |
| 3    | 料理長の正体                 | The Secret Chief     | 주방의 비밀         | 2019年10月19日 | 2021年4月4日  |
| 3    | 大スターがやって来た         | The Super Star       | 슈퍼스타 베니       | 2019年10月26日 | 2021年4月4日  |
| 4    | ベビーシッター               | The Baby Sitter      | 보모가 된 롱        | 2019年10月26日 | 2021年4月4日  |
| 4    | 突然のルームメイト           | A Sudden Room-mate   | 숨막히는 룸메이트   | 2019年11月2日  | 2021年4月4日  |
| 4    | 灼熱のデリバリー             | Impossible Delivery  | 배달을 부탁해       | 2019年11月2日  | 2021年4月4日  |
| 5    | 若いぞ、ストロング           | King? No, Strong!    | 킹? 스트롱          | 2019年11月9日  | 2021年4月9日  |
| 5    | おかしな客                   | The Weird Guests     | 수상한 손님         | 2019年11月9日  | 2021年4月9日  |
| 5    | ゲームの勝者                 | The King of the Game | 게임의 신           | 2019年11月16日 | 2021年4月9日  |
| 6    | ニュー・クック・シティの休日 | Newcook Holiday      | 뉴쿡의 휴일         | 2019年11月16日 | 2021年4月12日 |
| 6    | チャウの宝物                 | Chow's Treasure      | 차우의 보물 드레스  | 2019年11月23日 | 2021年4月12日 |
| 6    | ヘンリーのライバル           | Henry's Rival        | 아는 오빠 헨리      | 2019年11月23日 | 2021年4月12日 |
| 7    | おいしいテレビ出演           | Delicious TV         | 맛있는 TV?          | 2019年11月30日 | 2021年4月13日 |
| 7    | 運動っていいね               | Let's Workout!       | 운동합시다          | 2019年11月30日 | 2021年4月13日 |
| 7    | コンシェルジュは大忙し       | Do Not Disturb       | 피곤한 손님         | 2019年12月7日  | 2021年4月13日 |
| 8    | フードファイター             | The Food Fighter     | 만두 먹기 달인      | 2019年12月7日  | 2021年4月14日 |
| 8    | 屋上キャンプ                 | The Rooftop Camp     | 옥상 표류기         | 2019年12月14日 | 2021年4月14日 |
| 8    | 恋の助っ人                   | The Proposal Plan    | 사랑의 미로         | 2019年12月14日 | 2021年4月14日 |
| 9    | 不器用なスパイ               | A Clumsy Spy         | 수상한 아르바이트생 | 2019年12月28日 | 2021年4月15日 |
| 9    | 幸運のブレスレット           | A Lucky Charm        | 행운의 팔찌         | 2019年12月28日 | 2021年4月15日 |
| 9    | オーディション合格作戦       |                      | 특별한 오디션       | 2020年1月4日   | 2021年4月15日 |
| 10   | 麗しのカサーナ               |                      | 오! 카시나          | 2020年1月4日   | 2021年4月16日 |
| 10   | ロボット・ウエイター         |                      | 데롤데롤            | 2020年1月11日  | 2021年4月16日 |
| 10   | 謎の1日                      |                      | 반복되는 시간       | 2020年1月11日  | 2021年4月16日 |
| 11   | 危険なお客                   |                      | 위험한 손님         | 2020年1月18日  | 2021年8月1日  |
| 11   | 僕の誕生日                   |                      | 생일 축하해, 롱!    | 2020年1月18日  | 2021年8月1日  |
| 11   | パパはチャンピオン           |                      | 챔피언 알루         | 2020年2月8日   | 2021年8月1日  |
| 12   | ラティのインタビュー         |                      | 래티의 인터뷰       | 2020年2月8日   | 2021年8月7日  |
| 12   | タダにご用心!                |                      | 공짜를 조심하세요   | 2020年2月15日  | 2021年8月7日  |
| 12   | チャーハン対決               |                      | 후계자 대결         | 2020年2月15日  | 2021年8月7日  |
| 13   | マジックショー               |                      | 마지막 잎새         | 2020年2月22日  | 2021年8月8日  |
| 13   | 泥棒は誰?                    |                      | 어쩌다 마술쇼       | 2020年2月22日  | 2021年8月8日  |
| 14   | チャウの恋                   |                      | 도둑이야!           | 2020年3月21日  | 2021年8月14日 |
| 14   | 幸運の理由                   |                      | 차우의 로맨스       | 2020年3月21日  | 2021年8月14日 |
| 14   | リゾートツアー               |                      | 운수 좋은 날        | 2020年3月28日  | 2021年8月14日 |
| 15   | ラティの選択                 |                      | 극한 휴가의 비밀    | 2020年3月28日  | 2021年8月15日 |
| 15   | バイトに挑戦                 |                      | 래티의 선택         | 2020年4月4日   | 2021年8月15日 |
| 15   | チャウのキッチンカー         |                      | 새로운 시대         | 2020年4月4日   | 2021年8月15日 |
| 16   | 究極のレシピ                 |                      | 차우의 맛있는 빵빵  | 2020年4月11日  | 2021年8月21日 |
| 16   | ロングの挑戦                 |                      | 궁극의 레시피       | 2020年4月11日  | 2021年8月21日 |
| 16   | 新ドラゴン・ダンプリング     |                      | 롱의 도전           | 2020年4月18日  | 2021年8月21日 |
| 17   | だまし合い                   |                      | 신비룡만두          | 2020年4月18日  | 2021年8月22日 |
| 17   | ロングの炎                   |                      | 배신의 배신         | 2020年4月25日  | 2021年8月22日 |
| 18   | 料理コンテスト               |                      | 메가 볼케이노       | 2020年4月25日  | 2021年8月28日 |
| 18   | 最終決戦                     |                      | 쿡 요리왕 대회      | 2020年5月2日   | 2021年8月28日 |
| 19   | （未定）                     |                      | 최후의 승부         | 2020年5月2日   | （未定）      |

## 主題歌
「一番のシェフは？（Best Chef In Town）」
歌 - 関智一（日本語版）

## スタッフ
- Executive Producer - ChangHwan Shin
- Co-Exec Producers - Jyotirmoy Saha, Bernard Chong, Jackeline Chua
- Director - GilTae Kim
- Production Supervisor - JongHwan Kim
- Producer - ChangJoo Yang
- Line Producers - ChangYong Lee, SungJoon Oh, JunHee Kim, SuJung Jin, SeonJoo Lee, ByungChae Kang
- Script Writers - GilTae Kim, SeungMin Lee, InYoung Hong, JeeHyun Lee, YeaSeung Chae, SuKyung Yoon, JaeEun Shin, YoungHa Jeon, IlSeok Park, HyunJong Lee, HyoMin Kim, YoungGab Kim
- Storyboard Artists - SungWoo Hong, JooSeok Kim, KyuRi Park, HwanHee Lee, MinKyoung Kim, YeaJi Kang, So Young Min
- Art Director - JungWoo Ryu
- Character & Background Designers - SeungMin Lee, YeMi Woo, DoKyeong Lee, JooHyun Lee, BumJoo Moon, YunAh Kim, SoYoung Lee, JiYoung Choi, SiYeon Lee, DanBi Lee
- Head of Modeling - SooWon Hong
- Modelers - JeJung Lee, YoungHoon Jang, GoEun Lee, SeungSuk Lee, InSung Min, KyoungSub Min, SeungHyuk Cho, SoonChul Suh, JungMin Baek
- Heads of Animation - SeoungGyu Choe, JiMin Ahn, DaeWon Lee, MinJung Park, YoungChul Chun, SangHyun Park
- Animators - EunHee Jung, HaeJin Min, HyeMin Kim, SangMin Bae, SoonJo Lee, SunYoung Lim, JongSoon Yoon, WonJin Choi, HanSub Woo, DongHoon Kim, ChangSik Lee
- Technical Supervisor - HeeSeong Kim
- Character Rigging Artists - JiHun Jung, JiHo Park
- Effects Artist - HeeJin Yoon
- Head of Lighting & Effects - JaeWook Lee
- Lighters & Compositors - YoungKyoung Min, JaeSung Choi, TaeHwan Noh, SangYi Kim, YoungIl Kim, DanBi Park, DaYeh Kang
- English Adaptation
  - Head Script Adaptation - Jeff Hylton
  - Script Adaptation Writers - Tom Saltman, Kate Bristol, Cody Mccann
  - Adaptation Supervisor - Yoshiya Ayugai
- Music
  - Theme Song Lyrics - ChangHwan Shin
  - Theme Song Music - SeounJoon Shin
  - Episode Music - SoYoung Lee, HyunBum Kim
- Sound
  - Sound Effects - HaYoung Kim, SiHyun Park, HoSung Ahn
  - Sound Services - Baboon Animation
  - Post Production - Talkie Media
- Marketing & Publicity
  - Marketers - JiHye Kim, Areum Joo, YoungJae Joo
  - MD Designers - YuMi Oh, HyeonJeong Lee
  - New Media Marketer - JiHye Park
- Executive Administrative Support
  - Team Leader - JoonHyuk Lee
  - Team Members - MinJu Lee, SeonHwa Bong, MinJoo Jeon
  - System Manager - YoungShin Park
- Production Company - STUDIO GALE
- Production Investment - KTBN DIGITAL CONTENTS KOREA FUND NO.9, DAEKYO MAJESTIC CONTENTS KOREA FUND
- Coproduction - SK broadband, KBS, sba, August Media, SYNERGY88

### 日本語版スタッフ
- プロデューサー - 村杉奈穂（カートゥーン ネットワーク）
- 翻訳 - 古瀬由紀子
- 演出 - 岩田敦彦
- 調整 - 外村誠志
- 制作 - 井口大介
- 日本語版制作 - カートゥーン ネットワーク、ブロードメディア